# After My Death
After My Death (hangul: 죄 많은 소녀; RR: Joi maneun sonyeo) es una película surcoreana de 2017 escrita y dirigida por Kim Ui-seok, y protagonizada por Jeon Yeo-been, Seo Young-hwa y Ko Won-hee.

## Sinopsis
Cuando se sospecha que su compañera de clase desaparecida y amiga cercana Kyung-min (Jeon So-nee) se ha suicidado, Young-hee (Jeon Yeo-been) se convierte en la principal sospechosa porque fue la última persona con quien fue vista en la noche de su desaparición. Young-hee tiene que hacer frente a las acusaciones de la madre de Kyung-min (Seo Young-hwa), así como de sus compañeras de clase, que se apresuran a condenarla. Ella insiste en su inocencia e intenta descubrir la verdad por su cuenta. Cuando la escuela y su familia no le ofrecen apoyo con el acoso que está sufriendo, intenta suicidarse a su vez.

## Reparto
- Jeon Yeo-been como Young-hee.
- Seo Young-hwa como la madre de Kyung-min.
- Ko Won-hee como Han-sol.
- Jeon So-nee como Kyung-min.
- Lee Tae-kyung como Yoo-ri.
- Lee Bom como Da-som.
- Yoo Jae-myung como el detective Kim.
- Seo Hyun-woo como profesor de la escuela.
- Jung In-gi como el padre de Kyung-min.

## Producción
La película es el proyecto de fin de carrera de Kim Ui-seok en la Academia Coreana de Artes Cinematográficas. Al escribir el guion quiso reflejar como hilo conductor del mismo el sentimiento de culpa de los personajes, cómo se propaga y se desvanece. En cuanto a la realización, el concepto general que tenía para la película es la coexistencia de la luz y la sombra en el fotograma, y a partir de esta idea se diseñaron la puesta en escena, la iluminación y el diseño de producción.

## Estreno
La película se estrenó en el Festival Internacional de Cine de Busan en octubre de 2017. El 18 de marzo de 2018 se exhibió en el Festival Internacional de Cine de Friburgo, donde fue galardonada con el premio especial del jurado. El estreno en sala en Corea del Sur fue el 13 de septiembre de 2018; se proyectó en 70 salas para un total de 22 001 espectadores y una recaudación de 162 608 dólares. Se distribuyó también en Francia, y se exhibió asimismo en el New York Asian Film Festival de 2018.

## Recepción
Para Panos Kotzathanasis (crítica invitada en HanCinema), que elogia sobre todo la actuación de Jeon Yeo-been en un papel muy difícil, «After My Death es un debut más que esperanzador, y una película muy fuerte que logra transmitir el mensaje del director con un enfoque bastante intenso y ciertamente memorable.»
Según Pierce Conran, hay en la película suficientes factores en las motivaciones de los personajes principales para mantener la historia atractiva durante la mayor parte del tiempo, aunque pueda resultar ocasionalmente repetitiva. A pesar de esto, critica el clímax final, que define «ridículo pero sin embargo efectivo que busca sorprender y emocionar sin molestarse demasiado en seguir su propia lógica». Un punto de fuerza de la película es su banda sonora, que acompaña las secuencias clave. Conran concluye que «hay mucho que admirar en After My Death [...] como un paquete cinematográfico hábil que crea un estado de ánimo tenso a través de sus especificaciones técnicas bien ajustadas».
Oriana Virone (Asian Movie Pulse) resalta el hecho de que la película se centre únicamente en personajes femeninos, algo raro en sí, y más aún en películas dirigidas por hombres. Además, son personajes interesantes y bien matizados, cuya fuerza respaldan tanto la trama como las excelentes actuaciones de las dos actrices protagonistas.
Mathieu Macheret (Le Monde) escribe que la película «retoma un tema grave, el suicidio de adolescentes, en un país donde el fenómeno ha alcanzado una tasa dos veces superior a la media mundial. Kim Ui-seok no se detiene en la observación sino que ausculta a través de este flagelo el malestar más complejo de la sociedad coreana».

## Premios y nominaciones
| Año  | Premio                                       | Categoría                      | Candidato      | Resultado | Ref.         |
| ---- | -------------------------------------------- | ------------------------------ | -------------- | --------- | ------------ |
| 2017 | Seoul Independent Film Festival              | Premio Independent Star        | Jeon Yeo-been  | Ganadora  | [ 9 ]        |
| 2017 | 22.º Festival Internacional de Cine de Busan | Premio New Currents            | Kim Ui-seok    | Ganador   | [ 4 ]        |
| 2017 | 22.º Festival Internacional de Cine de Busan | Premio Actriz del año          | Jeon Yeo-been  | Ganadora  | [ 4 ]        |
| 2018 | University Film Festival of Korea            | Mejor película                 | After My Death | Ganadora  | [ 4 ]        |
| 2018 | Festival Internacional de Cine de Friburgo   | Premio especial del jurado     | After My Death | Ganadora  | [ 4 ]        |
| 2018 | Muju Film Festival                           | Premio New Vision              | Kim Ui-seok    | Ganador   | [ 4 ]        |
| 2018 | 39th Blue Dragon Film Awards                 | Mejor actriz revelación        | Jeon Yeo-been  | Candidata | [ 10 ]       |
| 2018 | 39th Blue Dragon Film Awards                 | Mejor director novel           | Kim Ui-seok    | Candidato | [ 10 ]       |
| 2018 | 19th Busan Film Critics Awards               | Mejor actriz revelación        | Jeon Yeo-been  | Ganadora  | [ 4 ]        |
| 2018 | 18th Director's Cut Awards                   | Premio Best Vision             | Kim Ui-seok    | Ganador   | [ 4 ]        |
| 2019 | 6th Wildflower Film Awards                   | Mejor director de largometraje | Kim Ui-seok    | Candidato | [ 11 ]       |
| 2019 | 6th Wildflower Film Awards                   | Mejor actriz                   | Jeon Yeo-been  | Candidata | [ 11 ]       |
| 2019 | 6th Wildflower Film Awards                   | Mejor guion                    | Kim Ui-seok    | Candidato | [ 11 ]       |
| 2019 | 6th Wildflower Film Awards                   | Mejor fotografía               | Baek Sung-bin  | Candidato | [ 11 ]       |
| 2019 | 6th Wildflower Film Awards                   | Mejor música                   | Sunwoo Jung-a  | Candidato | [ 11 ]       |
| 2019 | 6th Wildflower Film Awards                   | Mejor director novel           | Kim Ui-seok    | Ganador   | [ 4 ] [ 11 ] |
| 2019 | 55th Baeksang Arts Awards                    | Mejor director novel           | Kim Ui-seok    | Candidato | [ 12 ]       |
| 2019 | 55th Baeksang Arts Awards                    | Mejor actriz revelación        | Jeon Yeo-been  | Candidata | [ 12 ]       |
| 2019 | 28th Buil Film Awards                        | Mejor actriz revelación        | Jeon Yeo-been  | Ganadora  | [ 4 ]        |
| 2019 | 28th Buil Film Awards                        | Mejor director novel           | Kim Ui-seok    | Ganador   | [ 4 ]        |
| 2019 | Chunsa Film Art Awards                       | Mejor actriz revelación        | Jeon Yeo-been  | Ganadora  | [ 4 ]        |
| 2020 | 56th Grand Bell Awards                       | Mejor director novel           | Kim Ui-seok    | Candidato | [ 13 ]       |
| 2020 | 56th Grand Bell Awards                       | Mejor actriz revelación        | Jeon Yeo-been  | Ganadora  | [ 14 ]       |